# 2 Pułk Grenadierów (Cesarstwo Niemieckie)
2 Pułk Grenadierów im. Króla Fryderyka Wilhelma IV (1 Pomorski) (niem. Königlich Preußisches Grenadier-Regiment König Friedrich Wilhelm IV. (1. Pommersches) Nr. 2) – pułk piechoty niemieckiej.

## Historia
Sformowany 20 lutego 1679 . Początkowo nosił nazwę Regiment zu Fuß Anhalt-Zerbst Nr. 8 (8 pułk piechoty Anhalt-Zerbst).
W wyniku mobilizacji, w sierpniu 1914 pułk osiągnął gotowość bojową i w składzie 5 Brygady Piechoty 3 Dywizji został wysłany na front zachodni.

## Schemat organizacyjny
- II Korpus Armijny, Szczecin
  - 3 Dywizja Piechoty (3. Infanterie-Division), Szczecin
    - 5 Brygada Piechoty (5. Infanterie-Brigade), Szczecin
      - 2 Pułk Grenadierów im. Króla Fryderyka Wilhelma IV (1 Pomorski) (Grenadier-Regiment König Friedrich Wilhelm IV. (1. Pommersches) Nr. 2 ), Szczecin

## Dowódcy pułku
- Christian August von Anhalt-Zerbst (1714-?)